# Daewci
Daewci (bułg. Даевци) – wieś podlegająca administracyjnie pod obszar wsi Czernowrych, w środkowej Bułgarii, w obwodzie Gabrowo, w gminie Trjawna. Według danych Narodowego Instytutu Statystycznego, 31 grudnia 2011 roku wieś liczyła 5 mieszkańców.